# 더티 파이터 2
《더티 파이터 2》(영어: Every Which Way but Loose)는 미국에서 제작된 제임스 파고 감독의 1978년 액션 코미디 영화이다. 클린트 이스트우드 등이 출연하였고, 로버트 데일리 등이 제작에 참여하였다.
1980년 속편 《더티 파이터》가 개봉하였다.

## 출연진
- 클린트 이스트우드
- 손드라 로크
- 제프리 루이스
- 베벌리 디앤절로
- 루스 고든
- 월터 반스
- 조지 챈들러
- 로이 젠슨
- 빌 매키니
- 존 퀘이드
- 댄 배디스
- 그레고리 월콧
- 행크 워든
- 해리 가디노 (크레디트 미기재)

## 기타 제작진
- 협력 제작: 프리츠 메인스